# Cissusa spadix
Cissusa spadix är en fjärilsart som beskrevs av Stoll 1780. Cissusa spadix ingår i släktet Cissusa och familjen nattflyn. Inga underarter finns listade i Catalogue of Life.

## Bildgalleri

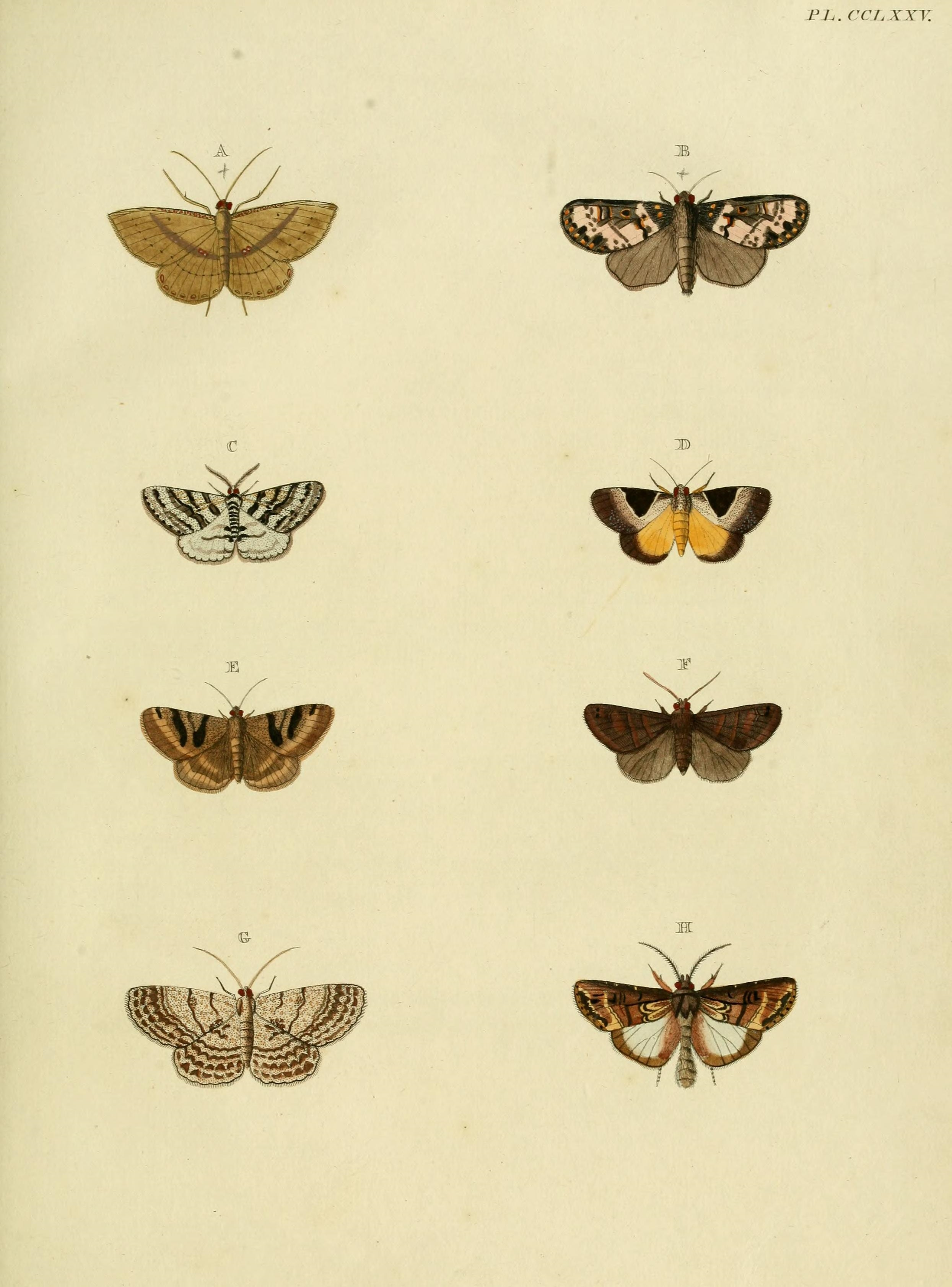